# Kugeldrehkocher

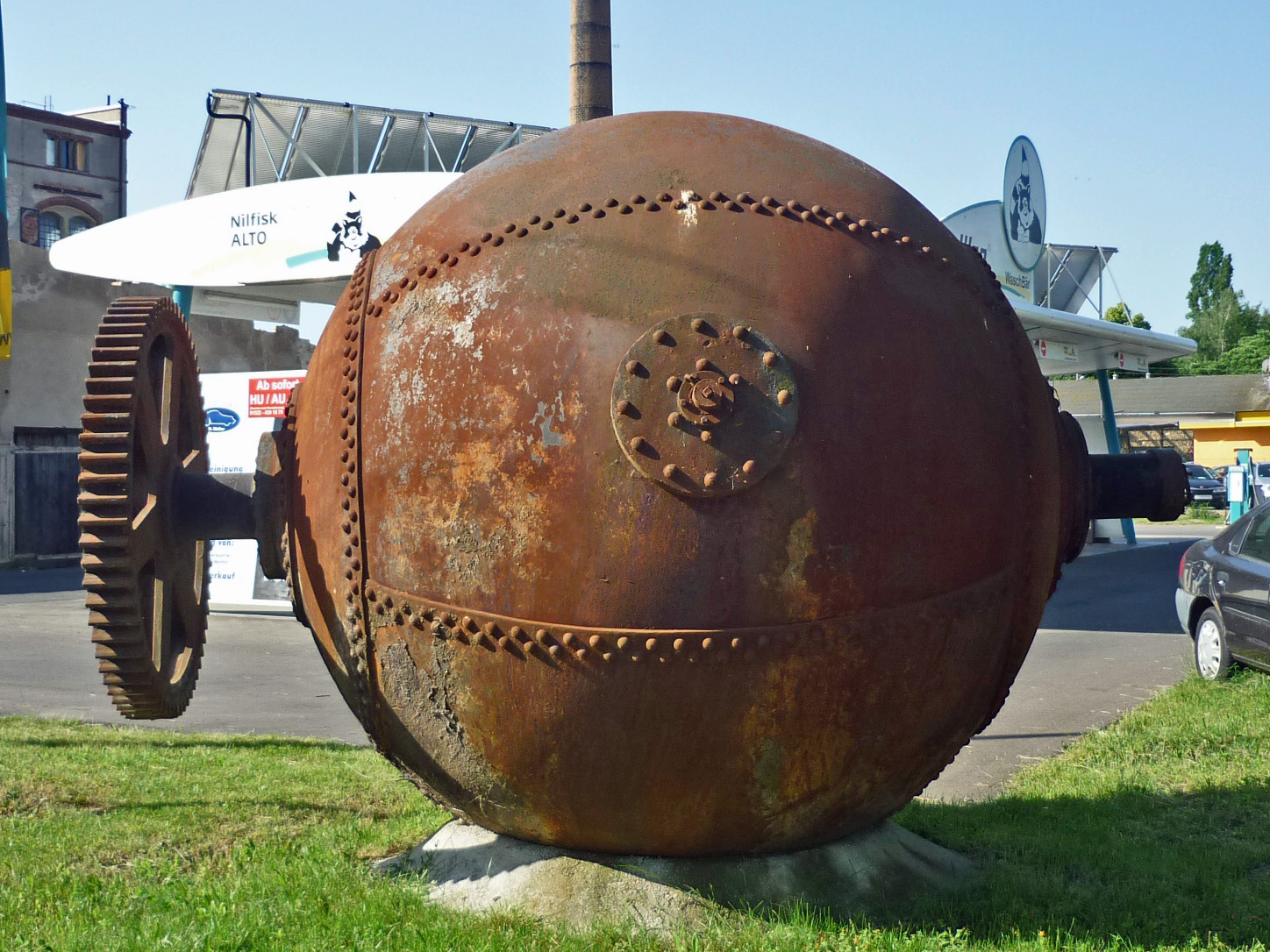
Kugeldrehkocher von 1904

Der Kugeldrehkocher ist eine metallummantelte Hohlkugel, die zur industriellen Papierherstellung aus Hadern (Lumpen) im 19. und frühen 20. Jahrhundert genutzt wurde.

## Geschichte
Entwickelt wurde das Gerät von den in der Papierfertigung agierenden Brüdern Louis und Prosper Joseph Maria Piette im Jahr 1838, die diese zur Fertigung an die Firma Bryan Donkin & Co übermittelten, da ihnen selbst die finanziellen Mittel fehlten.

## Technik und Funktionsweise
Die aus Eisenblech zusammengenietete Hohlkugel liegt mit zwei Hohlzapfen auf zwei Böcken und wird langsam von der Riemenscheibe durch eine Schraube in Umdrehung versetzt, die in das auf dem Zapfen sitzende Schraubenrad eingreift. Im Innern des Kochers sitzen Schienen, welche die Hadern wenden; Mannlöcher werden zum Füllen und Leeren verwendet und mittels Deckel und Überwurfschrauben geschlossen. Durch den Zapfen geht ein zweiteiliges Rohr, das durch den unteren Teil den Kochdampf nach Öffnen des Absperrventils zulässt, während der obere Teil ein Manometer, ein Abblas- und Sicherheitsventil, einen Lufthahn und ein Rohr aufnimmt. Ein ähnliches Rohr mit der Wasser- und Laugenleitung steht mit dem Ablauf in Verbindung. Zwei Siebe verhindern die Verstopfung der Hohlstücke durch Vorlegen von Hadern und dienen dazu, die Lauge etc. von letzteren zu trennen, während ein Hahn zum Ablassen des letzten Restes der Flüssigkeit bestimmt ist. Der Inhalt dieser Kocher beträgt durchschnittlich 2000 bis 3000 kg Hadern und wird 3 bis 4 Stunden gekocht.